# مسابقات جهانی ژیمناستیک ریتمیک ۲۰۰۲
مسابقات جهانی ژیمناستیک ریتمیک ۲۰۰۲ بیست و پنجمین دوره مسابقات جهانی ژیمناستیک ریتمیک است که در نیواورلئان، ایالات متحده آمریکا از ۱۰ تا ۱۴ ژوئیه ۲۰۰۲ میلادی برگزار شده است.

## جدول مدال‌ها
| رتبه | کشور      | طلا | نقره | برنز | مجموع |
| ۱    | روسیه     | ۱   | ۱    | ۰    | ۲     |
| ۲    | یونان     | ۱   | ۰    | ۲    | ۳     |
| ۳    | اوکراین   | ۱   | ۰    | ۰    | ۱     |
| ۴    | بلاروس    | ۰   | ۱    | ۱    | ۲     |
| ۵    | بلغارستان | ۰   | ۱    | ۰    | ۱     |